# Ares (Fernsehserie)
Ares ist eine niederländische Horrorserie, die am 17. Januar 2020 auf Netflix veröffentlicht wurde. Die Serie wurde von Pieter Kuijpers, Iris Otten und Sander van Meurs produziert.

## Inhalt
Die Geschichte dreht sich um Rosa Steenwijk, eine ehrgeizige Medizinstudentin aus Amsterdam, die aus einfachen Verhältnissen stammt. Auf der Suche nach Anerkennung und einem besseren sozialen Status wird sie in eine geheimnisvolle und elitäre Studentenverbindung namens Ares aufgenommen. Bald entdeckt sie, dass diese Gesellschaft nicht nur exklusive Kreise pflegt, sondern auch dunkle, übernatürliche Geheimnisse hütet, die tief in der Geschichte der niederländischen Gesellschaft verwurzelt sind. Rosa wird zunehmend in ein Netz aus Macht, Geheimnissen und okkulten Praktiken verwickelt und beginnt, an ihrem eigenen Verstand und ihrer Moral zu zweifeln.

## Besetzung und Synchronisation
Die deutschsprachige Synchronisation entstand nach den Dialogbuch von Lioba Schmid sowie unter der Dialogregie von Elke Weidemann durch die Synchronfirma Interopa Film GmbH.
| Rolle              | Schauspieler     | Synchronsprecher   |
| ------------------ | ---------------- | ------------------ |
| Rosa Steenwijk     | Jade Olieberg    | Laurine Betz       |
| Jacob Wessels      | Tobias Kersloot  | Sebastian Fitzner  |
| Fleur Borms        | Frieda Barnhard  | Lisa May-Mitsching |
| Roderick van Hall  | Robin Boissevain | Sebastian Kluckert |
| Carmen Zwanenburg  | Lisa Smit        | Victoria Frenz     |
| Maurits Zwanenburg | Hans Kesting     | Stefan Gossler     |

## Produktion
Die Dreharbeiten zur Serie fanden größtenteils in Amsterdam statt. Produziert wurde sie von Pupkin Film im Auftrag von Netflix. Die Serie wurde am 17. Januar 2020 auf der Streaming-Plattform Netflix veröffentlicht. 
In der Hauptrolle spielen Jade Olieberg, Tobias Kersloot, Lisa Smit und Robin Boissevain. Die Besetzung lieh auch ihre Stimmen für die englische Synchronisation.